# 国立吉備高原職業リハビリテーションセンター
国立吉備高原職業リハビリテーションセンター（こくりつきびこうげんしょくぎょうリハビリテーションセンター）とは、岡山県加賀郡吉備中央町にある吉備高原障害者職業能力開発校と吉備高原広域障害者職業センターの総称である。

## 概要
吉備高原都市の中核施設の一つとして1987年（昭和62年）5月21日に保健福祉区に設立、独立行政法人高齢・障害・求職者雇用支援機構が運営する。また、同じ敷地内に独立行政法人労働者健康安全機構の運営する「吉備高原医療リハビリテーションセンター」があり、施設近隣では本センターと併せて、リハビリセンターの通称で呼ばれている。

## 吉備高原障害者職業能力開発校
職業能力開発促進法に基づき、国が設置する障害者職業能力開発校の一つである。

### 普通課程
- メカトロニクス科
- 機械製図科
- 電子機器科
- システム設計科
- 経理事務科
- OA事務科
- 職業実務科
- 職域開発科

### 短期課程
- 身体障害者等技能レベルアップ訓練

## 吉備高原広域障害者職業センター
障害者の雇用の促進等に関する法律に基づき、国が設置する広域障害者職業センターの一つである。

## 所在地
〒716-1241　岡山県加賀郡吉備中央町吉川7520